# MTV Movie Awards 1993
La 2ª edizione degli MTV Movie Awards si è svolta il 18 giugno 1993 ai Walt Disney Studios di Burbank, California, ed è stata presentata da Eddie Murphy.

## Performance musicali
Nel corso dello spettacolo si sono esibiti:
- Rod Stewart (Have I Told You Lately)
- Stone Temple Pilots (Plush)
- Snoop Doggy Dogg (Nuthin' But a "G" Thang)
- Duran Duran (Ordinary World)
- Village People (In The Movies (In The Navy), Psycho Bitch (Macho Man), My MTV (Y.M.C.A))

## Parodie (Movie Spoofs)
Nel corso dello spettacolo sono stati parodiati:
- Basic Instinct
- Codice d'onore (A Few Good Men)
- Guardia del corpo (The Bodyguard)

## Vincitori e candidati
I vincitori sono indicati in grassetto.

### Miglior film (Best Movie)
- Codice d'onore (A Few Good Men), regia di Rob Reiner
- Aladdin, regia di Ron Clements e John Musker
- Basic Instinct, regia di Paul Verhoeven
- Guardia del corpo (The Bodyguard), regia di Mick Jackson
- Malcolm X, regia di Spike Lee

### Miglior performance maschile (Best Male Performance)
- Denzel Washington - Malcolm X
- Kevin Costner - Guardia del corpo (The Bodyguard)
- Tom Cruise - Codice d'onore (A Few Good Men)
- Michael Douglas - Basic Instinct
- Jack Nicholson - Codice d'onore (A Few Good Men)

### Miglior performance femminile (Best Female Performance)
- Sharon Stone - Basic Instinct
- Geena Davis - Ragazze vincenti (A League of Their Own)
- Whoopi Goldberg - Sister Act - Una svitata in abito da suora (Sister Act)
- Whitney Houston - Guardia del corpo (The Bodyguard)
- Demi Moore - Codice d'onore (A Few Good Men)

### Attore più attraente (Most Desirable Male)
- Christian Slater - Qualcuno da amare (Untamed Heart)
- Kevin Costner - Guardia del corpo (The Bodyguard)
- Tom Cruise - Codice d'onore (A Few Good Men)
- Mel Gibson - Arma letale 3 (Lethal Weapon 3)
- Jean-Claude Van Damme - Accerchiato (Nowhere to Run)

### Attrice più attraente (Most Desirable Female)
- Sharon Stone - Basic Instinct
- Kim Basinger - Fuga dal mondo dei sogni (Cool World)
- Halle Berry - Boomerang
- Madonna - Body of Evidence - Corpo del reato (Body of Evidence)
- Michelle Pfeiffer - Batman - Il ritorno (Batman Returns)

### Miglior performance rivelazione (Breakthrough Performance)
- Marisa Tomei - Mio cugino Vincenzo (My Cousin Vinny)
- Halle Berry - Boomerang
- Whitney Houston - Guardia del corpo (The Bodyguard)
- Kathy Najimy - Sister Act - Una svitata in abito da suora (Sister Act)
- Rosie O'Donnell - Ragazze vincenti (A League of Their Own)

### Miglior coppia (Best On-Screen Duo)
- Mel Gibson e Danny Glover - Arma letale 3 (Lethal Weapon 3)
- Sharon Stone e Michael Douglas - Basic Instinct
- Whitney Houston e Kevin Costner - Guardia del corpo (The Bodyguard)
- Nicole Kidman e Tom Cruise - Cuori ribelli (Far and Away)
- Woody Harrelson e Wesley Snipes - Chi non salta bianco è (White Men Can't Jump)

### Miglior cattivo (Best Villain)
- Jennifer Jason Leigh - Inserzione pericolosa (Single White Female)
- Danny DeVito - Batman - Il ritorno (Batman Returns)
- Ray Liotta - Abuso di potere (Unlawful Entry)
- Jack Nicholson - Codice d'onore (A Few Good Men)

### Miglior performance comica (Best Comedic Performance)
- Robin Williams - Aladdin
- Whoopi Goldberg - Sister Act - Una svitata in abito da suora (Sister Act)
- Eddie Murphy - Boomerang
- Bill Murray - Ricomincio da capo (Groundhog Day)
- Joe Pesci - Mio cugino Vincenzo (My Cousin Vinny)

### Miglior canzone (Best Song From a Movie)
- I Will Always Love You cantata da Whitney Houston - Guardia del corpo (The Bodyguard)
- End of the Road cantata da Boyz II Men - Boomerang
- It's Probably Me cantata da Sting e Eric Clapton - Arma letale 3 (Lethal Weapon 3)
- A Whole New World cantata da Peabo Bryson e Regina Belle - Aladdin
- Would? cantata da Alice in Chains - Singles - L'amore è un gioco (Singles)

### Miglior bacio (Best Kiss)
- Christian Slater e Marisa Tomei – Qualcuno da amare (Untamed Heart)
- Rene Russo e Mel Gibson - Arma letale 3 (Lethal Weapon 3)
- Pauline Brailsford e Tom Hanks - Ragazze vincenti (A League of Their Own)
- Michelle Pfeiffer e Michael Keaton - Batman - Il ritorno (Batman Returns)
- Winona Ryder e Gary Oldman - Dracula di Bram Stoker (Bram Stoker's Dracula)

### Miglior sequenza d'azione (Best Action Sequence)
- L'incidente motociclistico di Mel Gibson - Arma letale 3 (Lethal Weapon 3)
- La caccia degli Aliens nei tunnel - Alien³
- L'incidente aereo - Alive - Sopravvissuti (Alive: The Miracle of the Andes)
- La corsa per la terra in Oklahoma - Cuori ribelli (Far and Away)
- L'esplosione dell'elicottero - Trappola in alto mare (Under Siege)

### Miglior nuovo film-maker (Best New Filmmaker)
- Carl Franklin

### Premio alla Carriera (Lifetime Achievement Award)
- The Three Stooges